# (24462) 2000 SS107
2000 أس أس 107 (ويعرف أيضًا باسم (24462) 2000 أس أس 107 وفق تسمية الكوكب الصغير) (بالإنجليزية: 2000 SS107)‏ هو كويكب ضمن حزام الكويكبات؛ وترتيبه 24462 من حيث الاكتشاف.
اكتُشف هذا الجُرم الفلكي بواسطة بحث لنكولن عن الكويكبات القريبة من الأرض في 24 سبتمبر 2000.

## وصلات خارجية
- (24462) 2000 SS107 في قاعدة بيانات مختبر الدفع النفاث لأجرام النظام الشمسي الصغيرة

- الاكتشاف · مخطط المدار ·  العناصر المدارية · المعلمات المادية

- (24462) 2000 SS107 على موقع ويكي سكاي: DSS2, SDSS, GALEX, IRAS, Hydrogen α, X-Ray, Astrophoto, Sky Map, Articles and images